# Liste de capitales
Cet article recense des capitales.

## Capitales nationales
- Liste des capitales du monde
- Liste des capitales du monde par population
- Liste de villes construites pour être des capitales
- Liste des anciennes capitales
- Liste des pays ayant plusieurs capitales
- Liste des capitales situées sur une frontière internationale

## Capitales de subdivisions territoriales
- Liste de chefs-lieux situés en dehors des territoires qu'ils administrent
- Liste de chefs-lieux créées dans ce but

- Liste des capitales des États-Unis